# Quipu
Quipo (Kìpo) o quipu (in lingua quechua) è un insieme di cordicelle annodate, distanziate in modo sistematico tra loro e legate a una corda più grossa e corta che le sorregge.
La notazione Quipu è comunemente usata in spagnolo mentre in inglese viene usata quipus (oppure khipus o talking knots). Nel dialetto della lingua quechua parlato a Cuzco questa parola significa "nodo". Da sempre associati alla civiltà Inca, da quando sono stati ritrovati in una versione più semplificata nell'insediamento di Caral a Supe, in Perù, abitata tra il 3000 a.C. e il 2000 a.C. si è dovuto ipotizzare che siano stati inventati molto tempo prima del periodo Inca.
I quipo erano concepiti per rimanere inalterati. Erano infatti bagnati, fatti seccare e incollati con resine particolari.
I quipo, scoperti in antichi insediamenti in Perù, servivano per i calcoli matematici. I nodi delle corde sono di diversi colori: rappresentavano numeri, e dalla loro reciproca posizione se ne potevano ricavare le unità, le decine, le centinaia e le migliaia.
Si crede che i quipo fossero utilizzati per calcoli astronomici, fondamentali per la cultura inca, per formule magiche ma anche per descrivere sommariamente avvenimenti storici ed economici.
Lo stesso sistema di calcolo sembra fosse usato anche presso antichi popoli messicani.
Ancora oggi i quipo, con un'elaborazione più semplice, sono usati dai pastori peruviani e boliviani. I quipu possono avere solo poche corde, ma alcuni arrivano ad averne circa 2000.
I quipo non sono stati ancora pienamente decifrati ed esiste una grande varietà di teorie sul tipo di informazioni alle quali essi erano associati.

## Usi possibili

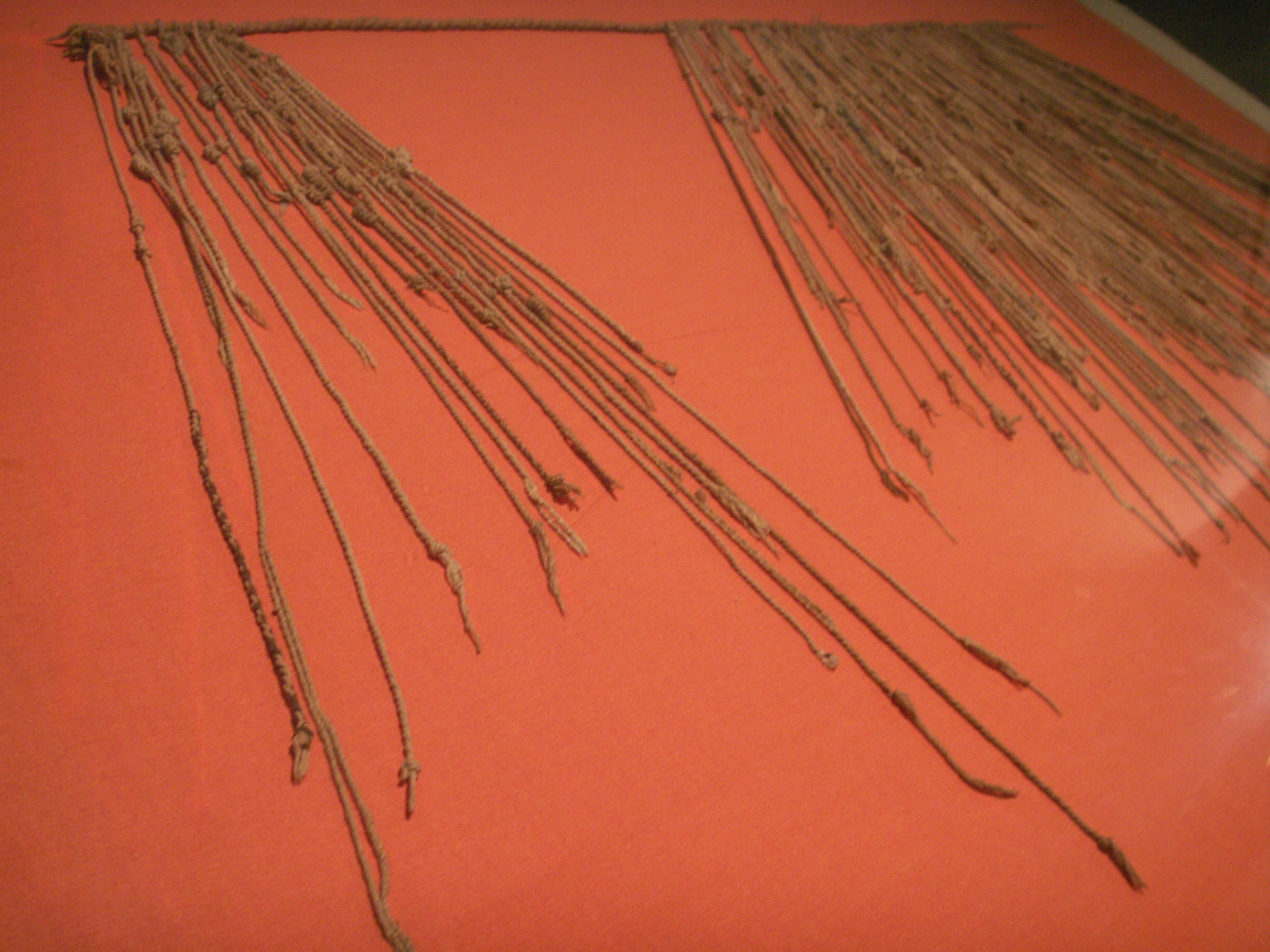
Al Museo De La Nacion in Lima.

Gli usi principali dei quipo finora conosciuti sono: conteggi per il censo, notazione delle tasse, conteggio degli articoli comprati o venduti e dati numerici di base. Gli amministratori Inca sembra fossero i principali utilizzatori dei quipo, usandoli per tenere traccia di risorse come bestiame e prodotti agricoli. A questi amministratori erano affidati i distretti nei quali era suddiviso l'Impero Inca.
Marcia e Robert Ascher, dopo aver analizzato diverse centinaia di quipo, hanno dimostrato che la maggior parte delle informazioni veicolate dai quipo sono numeriche e che questi numeri possono essere decifrati. Ogni insieme di nodi è una cifra e ci sono tre tipi di nodi: nodi semplici, nodi lunghi fatti di due o più giri e nodi a forma di otto. Un numero è rappresentato come una sequenza di nodi in base 10.
- Le potenze di 10 sono individuate dalla posizione lungo il filo: questa posizione è allineata con i fili consecutivi
- Le cifre nelle posizioni per le potenze di 10 sono rappresentate da gruppi di nodi semplici (per esempio 40 si rappresenta con 4 nodi semplici nella riga della prima potenza del 10)
- Le cifre nella posizione meno significativa sono rappresentate da nodi lunghi (per esempio 4 è un nodo con 4 giri). Per come son fatti i nodi, la cifra 1 non può essere rappresentata in questo modo: perciò è rappresentata nella stessa posizione da un nodo a forma di otto.
- Lo zero è rappresentato dall'assenza di nodi nella posizione appropriata.

Per esempio, 4s rappresenta quattro nodi semplici, 3L rappresenta 1 nodo lungo con tre giri, E rappresenta un nodo a figura di otto e X uno spazio:
- Il numero 731 sarebbe rappresentato da 7s, 3s, E
- Il numero 804 sarebbe rappresentato da 8s, X, 4L
- Il numero 107 sarebbe rappresentato da 1s, X, 7L

Questa lettura può essere confermata da un fatto fortunato: i quipu regolarmente contengono somme in modo sistematico. Per esempio, una corda può contenere la somma delle successive n corde, e questa relazione è ripetuta attraverso tutto il quipu. Talvolta ci sono anche somme di somme. Una tale relazione non avrebbe potuto esistere se i nodi fossero stati interpretati in modo scorretto.
Alcuni dati non sono numeri, ma sono quello che gli Ascher chiamano etichette dei numeri. Essi erano ugualmente composti di cifre, ma il numero risultante sembra fosse usato come un codice, così come noi usiamo numeri per riferirci a individui, posti o altro. Vista la mancanza di contesto per i singoli quipu, è difficile accertare cosa possa significare ogni codice trovato. Anche altri aspetti dei quipu comunicavano informazioni, come il colore del codice, la posizione relativa delle corde, lo spazio e la struttura delle corde e delle sotto-corde.
Alcuni studiosi hanno avanzato l'ipotesi che siano presenti nei quipu molto più che semplici informazioni numeriche: rappresenterebbero invece primitivi metodi di scrittura; ciò è molto importante, dal momento che non si sono trovati resti di scrittura quechua anteriori alla conquista spagnola del Perù, cosa piuttosto strana per una civiltà così avanzata.
Il 12 agosto 2005 l'edizione del giornale Science pubblicò un articolo intitolato Khipu Accounting in Ancient Peru di Gary Urton e Carrie J. Brezine in cui gli autori rivelavano di aver identificato per la prima volta in un quipu un concetto non numerico, cioè un toponimo della città di Puruchuco (vicino a Lima), rappresentato da tre nodi a forma di otto all'inizio del quipu.

## Quipucamayoc
I Quipucamayocs (in Quechua khipukamayuq,  autorità dei khipu), i ragionieri del Tawantinsuyu, creavano e decifravano i nodi dei quipu. I quipucamayoc potevano utilizzare semplici concetti matematici e l'aritmetica di base: eseguivano quindi operazioni elementari (addizione, sottrazione, moltiplicazione, divisione) per conto della popolazione locale.
Questo permetteva loro di tenere memoria della Mita, una forma di tassazione. I quipucamayoc inoltre prendevano nota del tipo di lavoro effettuato, mantenendo un registro delle uscite economiche, e facevano funzionare un censo che conteggiava tutti, dai bambini piccolissimi agli anziani di oltre 80 anni. Il sistema inoltre era usato per visualizzare il calendario.

## La conquista
I Quipucamayocs non erano i soli membri della società inca ad usare i quipu. Anche gli storici inca usavano i quipu quando raccontavano agli spagnoli la storia del Tahuantinsuyu (non è noto se registrassero numeri importanti per la narrazione o contenessero la storia per intero). Ai membri della classe dirigente si insegnava a leggere i quipu come parte integrante della loro educazione.
Nei primi anni della conquista spagnola del Perù, gli ufficiali spagnoli spesso si affidavano ai quipu per dirimere dispute su pagamenti di tributi locali o per la produzione di merci. I cronisti spagnoli ci riferiscono che i quipu erano usati principalmente a sostegno della memoria, per comunicare e registrare informazioni in formato numerico. I quipucamayoc potevano essere convocati a testimoniare in tribunale dato che le loro registrazioni erano considerate una documentazione valida e legale dei pagamenti passati.

## Soppressione e distruzione
Gli spagnoli soppressero velocemente l'uso dei quipu. I conquistadores capirono presto che i quipucamayoc spesso rimanevano più leali ai loro originari ruoli piuttosto che ai reali di Spagna e che potevano mentire sui contenuti dei messaggi. I conquistadores inoltre tentarono di convertire i nativi al Cattolicesimo. Qualsiasi cosa rappresentasse la mitologia inca era considerata idolatria e un tentativo di ostacolare la conversione al Cattolicesimo.

## Stato attuale
Ad oggi sono rimasti solamente 600 antichi quipu, ma il loro uso è continuato negli altopiani peruviani. Alcuni storici credono che solamente i Quipucamayoc che hanno costruito uno specifico quipu possano leggerlo. Se fosse vero, non potrebbero essere considerati forme di scrittura ma piuttosto uno strumento di appoggio per la memoria. Molti storici hanno tentato di decifrare il significato dei nodi dei quipu, per poter conoscere più a fondo la storia di un grande impero quale quello Tahuantinsuyu.

## In letteratura
- La caccia al tesoro di Dirk Pitt, personaggio del romanzo L'oro dell'Inca di Clive Cussler, è centrata intorno alla decifrazione di un messaggio contenuto in un quipu.
- Nel romanzo Terra! di Stefano Benni alcuni personaggi scoprono come arrivare al centro di un labirinto grazie a un quipu simboleggiante esagrammi dell'I Ching.
- Il romanzo L'origine perduta di Matilde Asensi è un thriller in cui vengono trattate genetica, matematica e teorie linguistiche (tra cui i "quipu").
- Nel romanzo Fuoco sotto il mare di Patrick O'Brian, un quipu viene utilizzato da un Quechua mentre accompagna il co-protagonista Stephen Maturin per ricevere messaggi criptati.
- Nel libro Sapiens - Da animali a dèi, vengono illustrati i quipu come come forme protoscritte di contabilità presso i popoli sudamericani, mettendoli a paragone con i sistemi scrittori parziali delle civiltà agricole, in particolare mesopotamiche.[7]